# Espita
Espita är en kommunhuvudort i Mexiko.   Den ligger i kommunen Espita och delstaten Yucatán, i den östra delen av landet, 1 100 km öster om huvudstaden Mexico City. Espita ligger 26 meter över havet och antalet invånare är 9 960.
Terrängen runt Espita är mycket platt. Runt Espita är det glesbefolkat, med 13 invånare per kvadratkilometer. Espita är det största samhället i trakten. I omgivningarna runt Espita växer i huvudsak lövfällande lövskog.